# Offoy (Somme)
Offoy és un municipi francès situat al departament del Somme i a la regió dels Alts de França. L'any 2007 tenia 217 habitants.

## Demografia

### Població

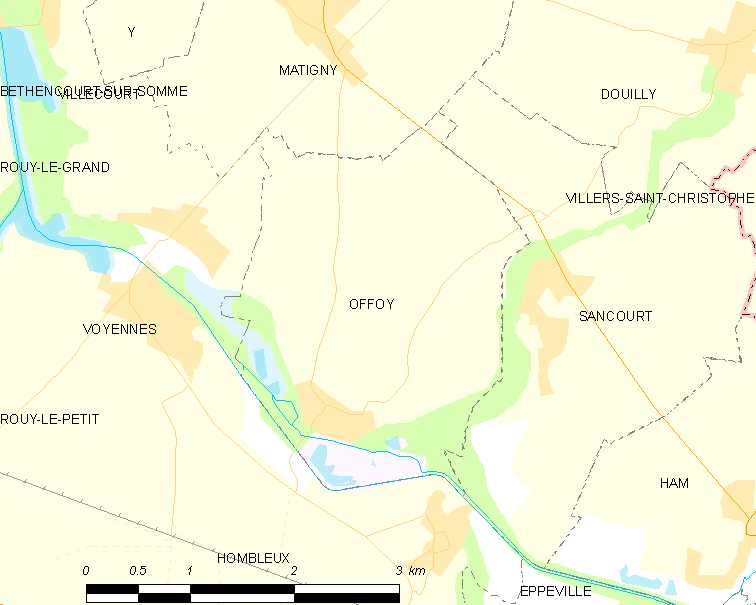
mapa del municipi

El 2007 la població de fet d'Offoy era de 217 persones. Hi havia 88 famílies de les quals 20 eren unipersonals (12 homes vivint sols i 8 dones vivint soles), 36 parelles sense fills, 28 parelles amb fills i 4 famílies monoparentals amb fills.
La població ha evolucionat segons el següent gràfic:
Habitants censats

### Habitatges

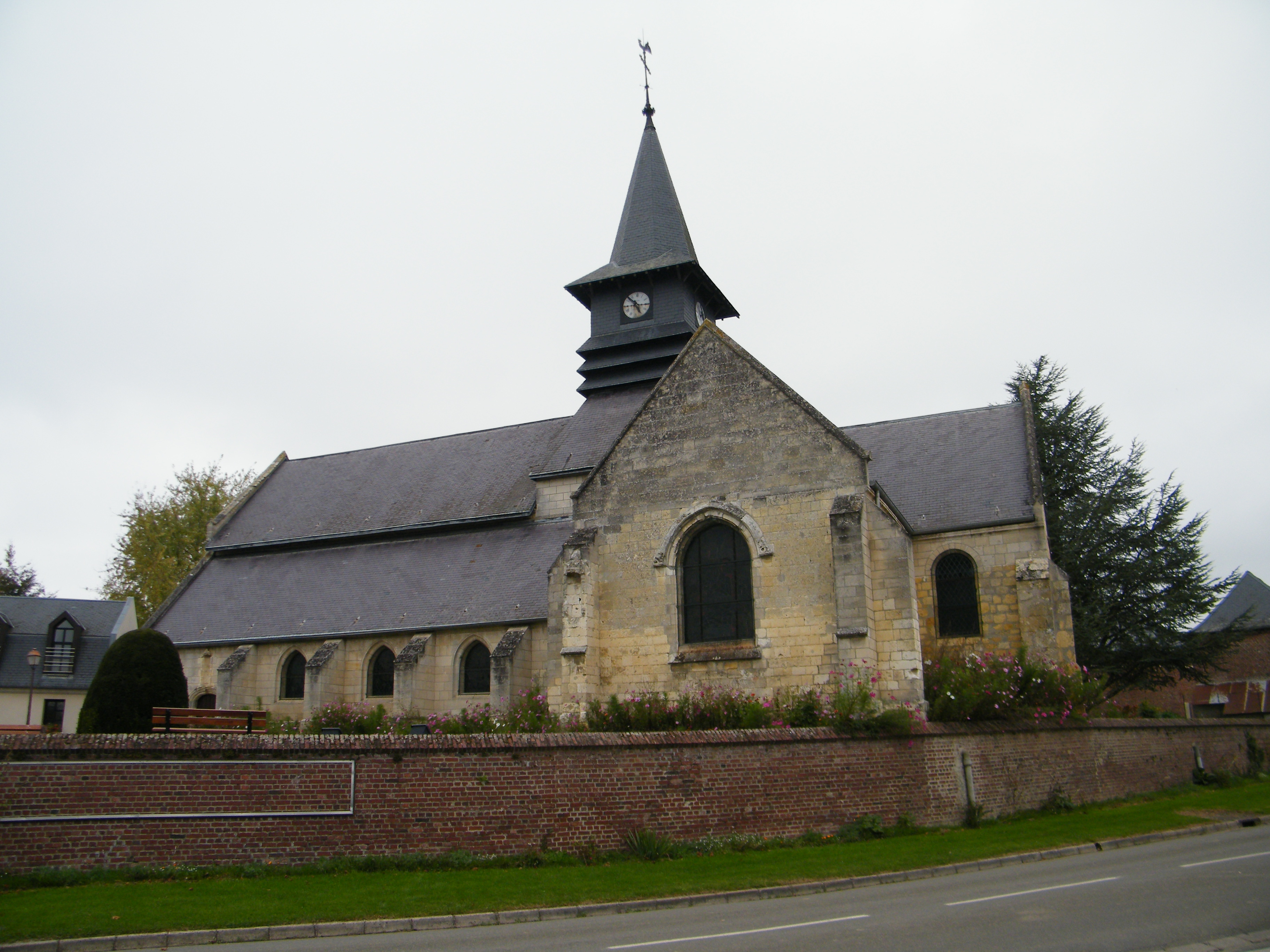
església

El 2007 hi havia 109 habitatges, 89 eren l'habitatge principal de la família, 7 eren segones residències i 13 estaven desocupats. 106 eren cases i 3 eren apartaments. Dels 89 habitatges principals, 67 estaven ocupats pels seus propietaris i 22 estaven llogats i ocupats pels llogaters; 3 tenien una cambra, 4 en tenien dues, 5 en tenien tres, 26 en tenien quatre i 51 en tenien cinc o més. 61 habitatges disposaven pel capbaix d'una plaça de pàrquing. A 38 habitatges hi havia un automòbil i a 44 n'hi havia dos o més.

### Piràmide de població

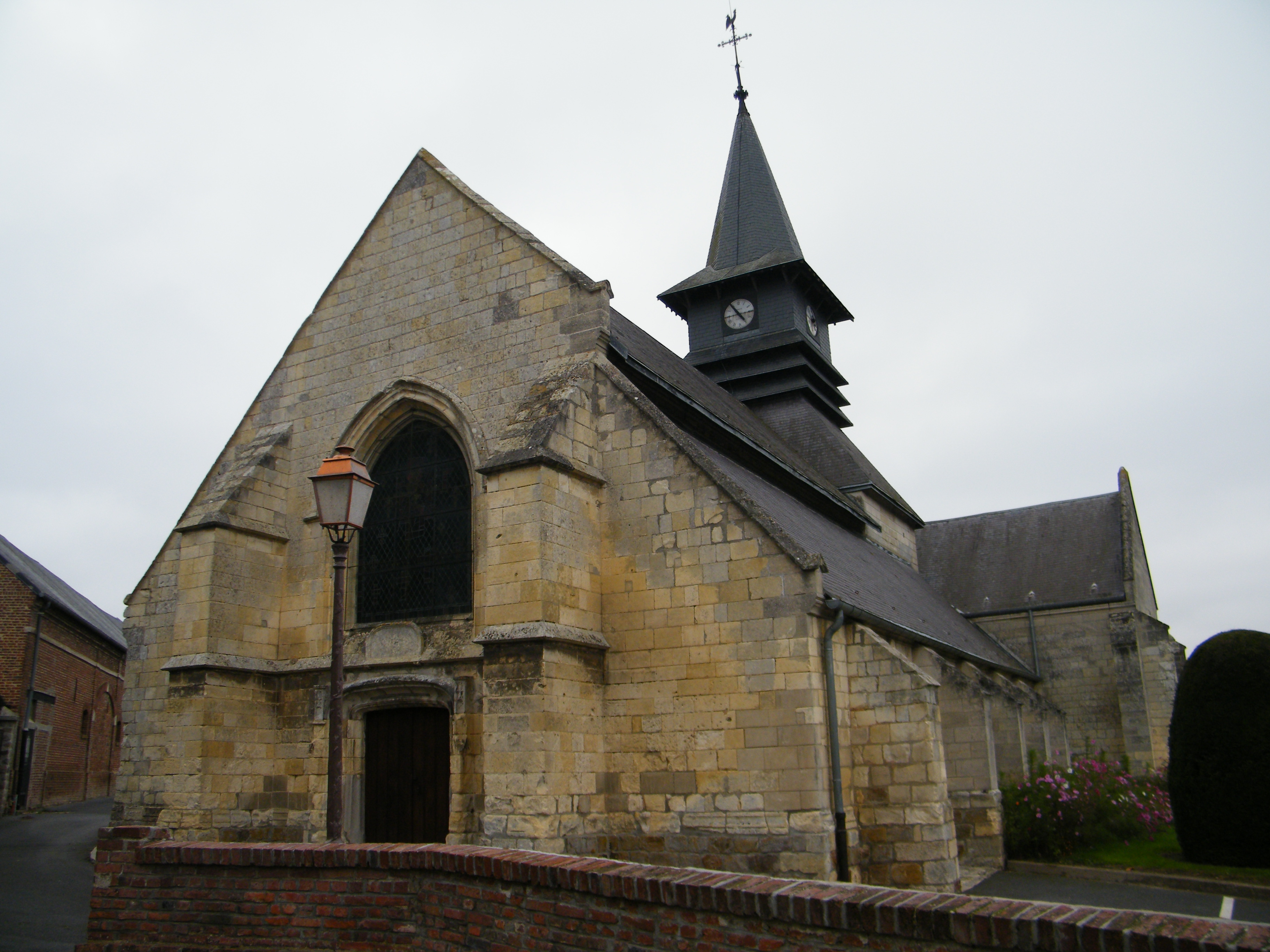

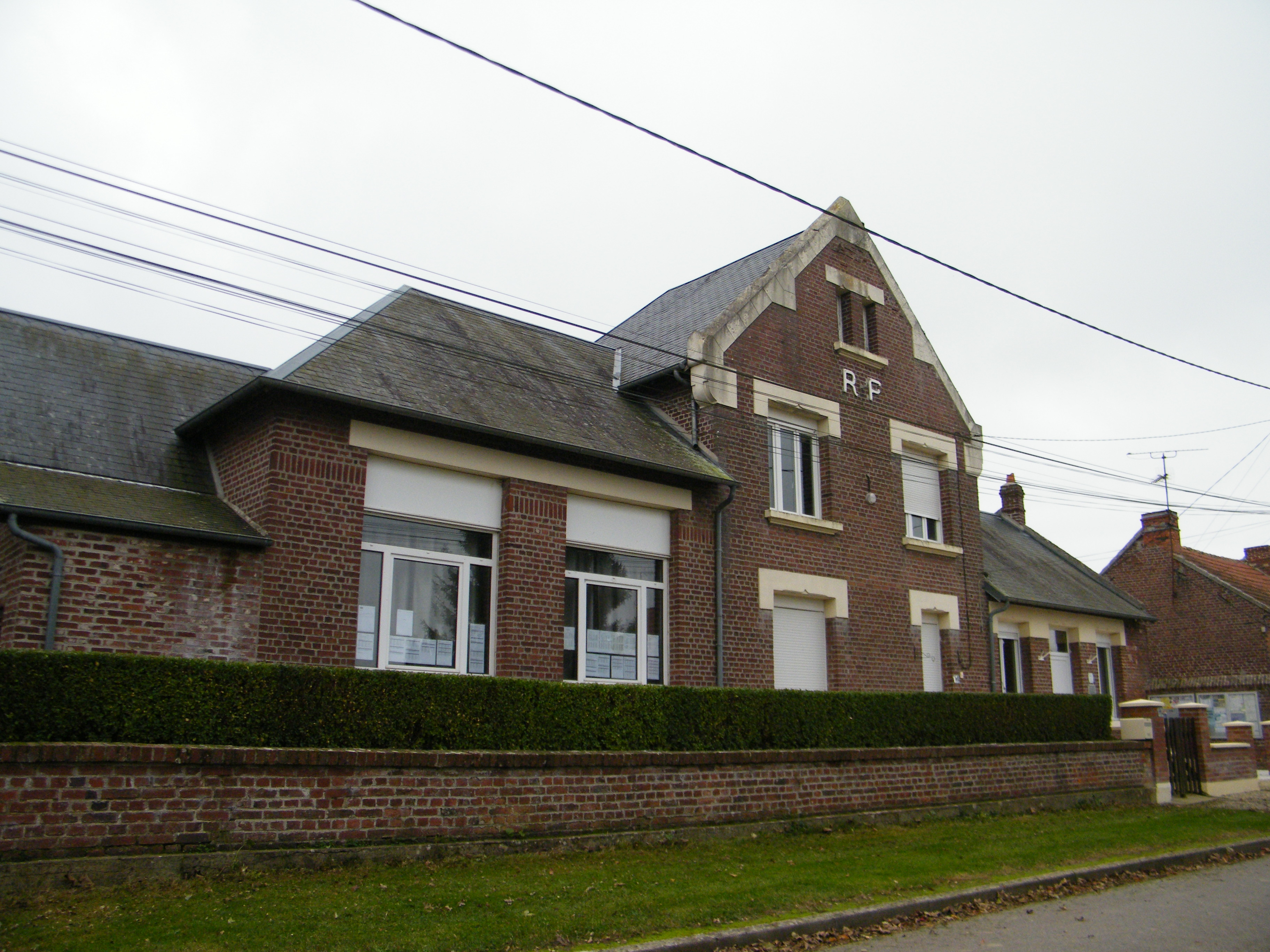

La piràmide de població per edats i sexe el 2009 era:
| Homes | Edats   | Dones |
| ----- | ------- | ----- |
| 0     | 95 o +  | 0     |
| 0     | 90 a 94 | 0     |
| 0     | 85 a 89 | 4     |
| 0     | 80 a 84 | 4     |
| 0     | 75 a 79 | 0     |
| 4     | 70 a 74 | 4     |
| 12    | 65 a 69 | 0     |
| 4     | 60 a 64 | 12    |
| 8     | 55 a 59 | 8     |
| 20    | 50 a 54 | 8     |
| 8     | 45 a 49 | 20    |
| 4     | 40 a 44 | 4     |
| 8     | 35 a 39 | 4     |
| 0     | 30 a 34 | 4     |
| 8     | 25 a 29 | 8     |
| 8     | 20 a 24 | 4     |
| 12    | 15 a 19 | 8     |
| 12    | 10 a 14 | 12    |
| 0     | 5 a 9   | 4     |
| 4     | 0 a 4   | 0     |

## Economia

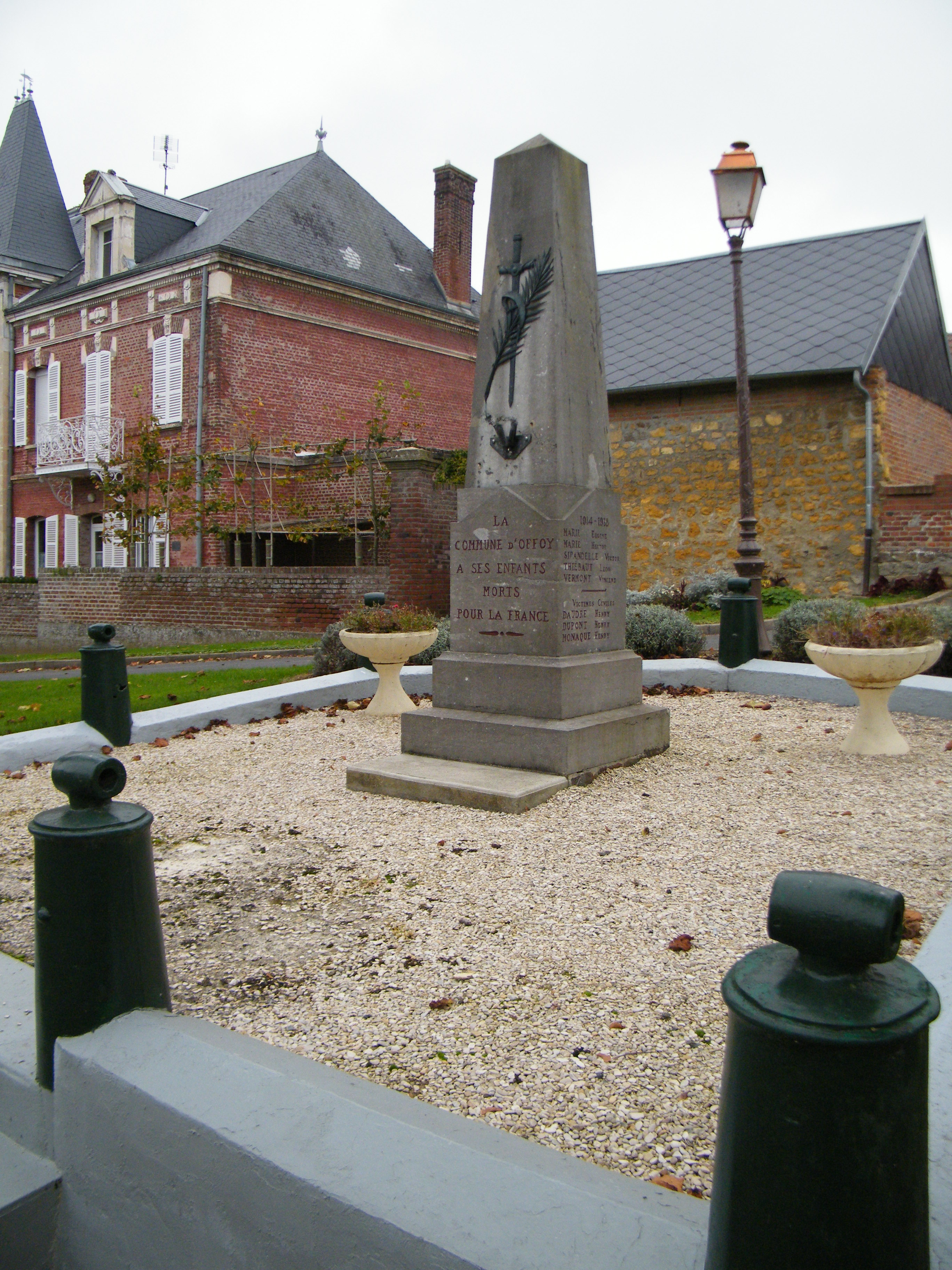

El 2007 la població en edat de treballar era de 149 persones, 102 eren actives i 47 eren inactives. De les 102 persones actives 95 estaven ocupades (55 homes i 40 dones) i 7 estaven aturades (2 homes i 5 dones). De les 47 persones inactives 21 estaven jubilades, 12 estaven estudiant i 14 estaven classificades com a «altres inactius».

### Ingressos
El 2009 a Offoy hi havia 94 unitats fiscals que integraven 241 persones, la mediana anual d'ingressos fiscals per persona era de 19.201 €.

### Activitats econòmiques

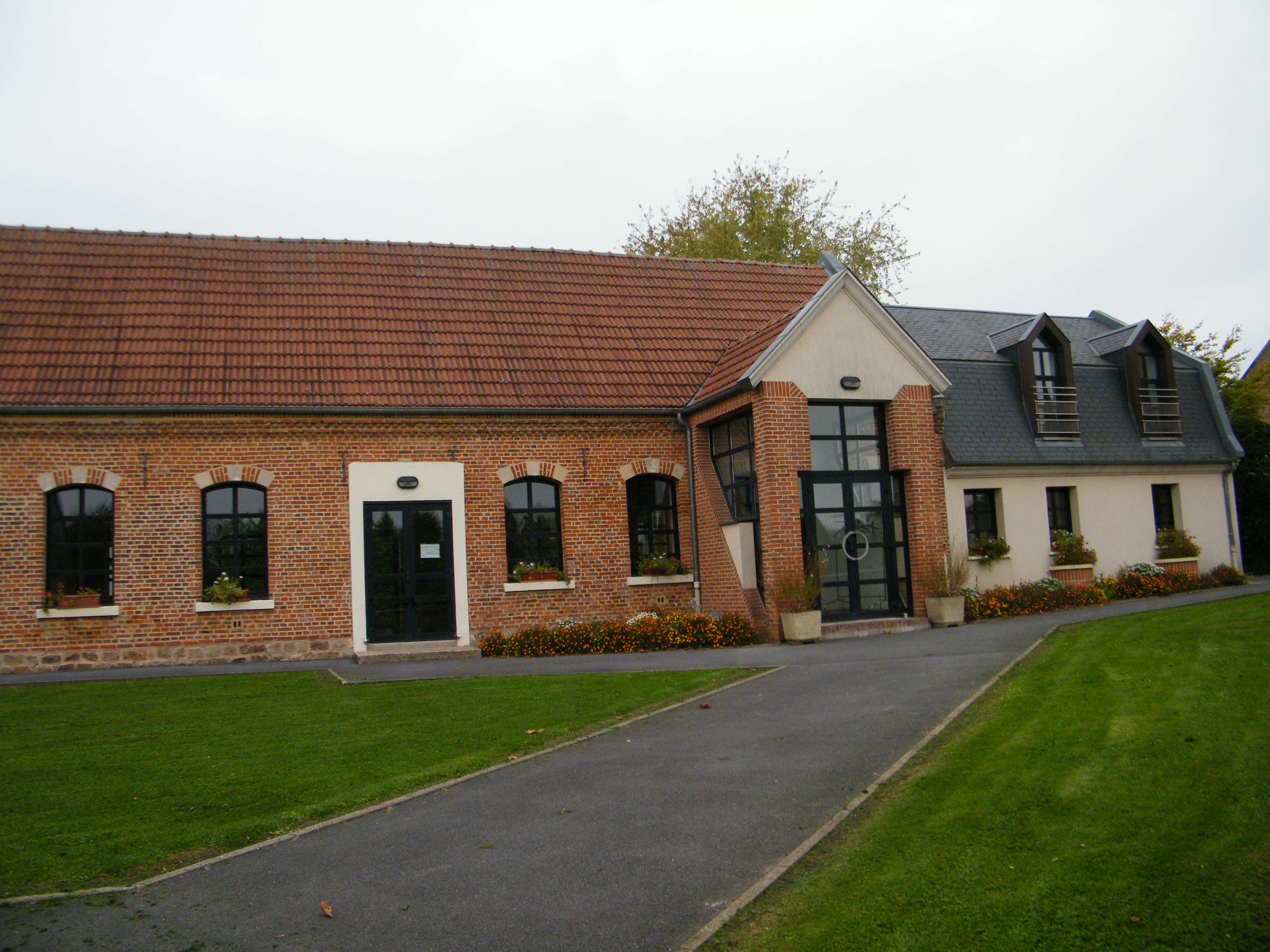

Dels 6 establiments que hi havia el 2007, 1 era d'una empresa de construcció, 3 d'empreses de comerç i reparació d'automòbils, 1 d'una empresa immobiliària i 1 d'una empresa de serveis.
L'únic servei als particulars que hi havia el 2009 era una lampisteria.
L'únic establiment comercial que hi havia el 2009 era una botiga de menys de 120 m².
L'any 2000 a Offoy hi havia 5 explotacions agrícoles que ocupaven un total de 700 hectàrees.

## Equipaments sanitaris i escolars
El 2009 hi havia una escola elemental integrada dins d'un grup escolar amb les comunes properes formant una escola dispersa.

## Poblacions més properes
El següent diagrama mostra les poblacions més properes.